# Flughafen Kangding

i7
i11
i13
Der Flughafen Kangding (chinesisch 康定機場 / 康定机场, Pinyin Kāngdìng Jīchǎng, IATA-Code: KGT, ICAO-Code: ZUKD) ist ein im Mai 2008 in Betrieb genommener Flughafen im Kreis Kangding bzw. Dardo (康定县,  Kāngdìngxiàn), der zum Verwaltungsgebiet des Autonomen Bezirks Garzê der Tibeter im Nordwesten der chinesischen Provinz Sichuan gehört. Mit seiner Lage auf 4280 m über dem Meeresspiegel ist er nach Dabba-Yardêng und Qamdo-Bamda der dritthöchstgelegene Flughafen der Welt. Die einzige Bahn des Flughafens (15C/33C) ist 4000 m lang.